# 纹唇碘泡虫
纹唇碘泡虫（学名：Myxobolus osteochilusis）为碘泡科碘泡虫属的动物。在中国，分布于海南等，营寄生生活，寄生在纹唇鱼的鳃。